# Juul Franssen
Juul Franssen (Venlo, 18 januari 1990) is een Nederlands voormalig judoka die uitkwam in de klasse tot 63 kilogram en houder was van de 5e dangraad.

## Biografie
Franssen was reeds vanaf haar vijfde lid van Judoclub Reuver. Op haar 12e werd ze voor het eerst Nederlands kampioen in de klasse -15 jaar tot 44kg. Later volgden nog nationale titels in de hogere gewichtsklassen bij -15 jaar. In 2006 werd ze, nadat ze een jaar eerder ook al eens tweede werd, Europees kampioen bij de aspiranten -57kg.  In 2008 zou ze nogmaals de Europese titel behalen, nu bij de junioren -57kg. In haar laatste jaar als junior werd ze in Parijs 2e in dezelfde klasse. Hierna stapte ze over naar de senioren.
In januari 2010 werd zij officieel senior en is het haar doel gouden medailles te winnen. In februari 2010 haalde ze meteen haar eerste seniorenmedaille door in Polen zilver te winnen op een World Cup. Mede hierdoor werd ze als opvolgster van Deborah Gravenstijn geselecteerd voor de Europese en Wereldkampioenschappen senioren. Bij het EK, waar ze haar internationale debuut maakte, werd ze 5e, bij het WK lootte ze, na een vrije doorgang in de eerste ronde, bijzonder ongunstig tegen de Oostenrijkse Sabrina Filzmoser en raakte ze al na 1.17 min. in een houdgreep waar ze niet meer uit kon komen.
Later nam ze revanche op zichzelf door tijdens het WK voor teams in het Turkse Antalya onder leiding van Marjolein van Unen en samen met haar teamgenoten het wereldkampioenschap op te eisen door in de finale Duitsland met 3-2 te verslaan. Franssen zelf won haar partij tegen Miryan Roper met ippon. In de halve finale hadden de Nederlandse judoka's al afgerekend met titelverdediger Japan. Ook dat duel werd met 3-2 gewonnen.
In 2012 wist Franssen zich niet te plaatsen voor de Spelen van Londen.
Franssen ging in 2008 de opleiding sports and education volgen aan de Fontys sporthogeschool in Tilburg.
Franssen werd in januari 2017 uit het Nederlands judoteam gezet. Als gevolg daarvan mocht ze niet meer meedoen aan internationale wedstrijden en trainingsstages met de nationale topsportselectie en beëindigde NOC*NSF op verzoek van de judobond haar A-status, waardoor zij geen aanspraak meer maakte op voorzieningen om haar topsportcarrière te ondersteunen. Dit kwam voort uit het feit dat ze haar trainingen gedeeltelijk afwerkte in Rotterdam in plaats van voltijds onder vaste bondstrainers op de centrale locatie in Papendal. Franssen studeerde op dat moment in Rotterdam en trainde daar bij Budokan. Franssen kon met steun van sponsoren haar topsportloopbaan voortzetten. Via de rechtbank kreeg ze de A-status bij NOC*NSF weer terug.
Op de wereldkampioenschappen van 2018 en 2019 behaalde Franssen brons, net als op de Europese kampioenschappen van 2020. Ze nam deel aan de Olympische Zomerspelen 2020 (gehouden in 2021) waar ze in de strijd om de bronzen medaille uitgeschakeld werd en als vijfde eindigde. In september 2022 beindigde ze haar sportloopbaan.

## Erelijst
2021
- 5e Olympische Zomerspelen 2020 Tokyo

2020
- 3e Europese Kampioenschappen

2019
- 9e Europese Kampioenschappen Wit-Rusland
- 5e Europese Kampioenschappen Teams Wit-Rusland
- 3e Wereldkampioenschappen Japan

2018
- 9e Europese Kampioenschappen Israel
- 7e WK teams Azerbeidzjan
- 3e Wereldkampioenschappen Azerbeidzjan

2016
- 7e Europese Kampioenschappen Rusland

2015
- 5e Europese Kampioenschappen Azerbeidzjan
- 5e World Cup Kazachstan

2013
- 9e World Cup Brazilië (Rio de Jaineiro)

2010
- 1e WK teams
- 3e 57kg  World Cup Egypte
- 5e 57kg  Europese Kampioenschappen senioren Wenen
- 2e 57kg  World Cup Polen

2009
- 3e 57kg  Nederlandse Kampioenschappen senioren
- 2e 57kg  Wereldkampioenschappen junioren Parijs
- 3e 57kg  Europese Kampioenschappen junioren Armenië
- 1e 57kg  Nederlandse Kampioenschappen junioren

2008
- 1e 57kg  Europese Kampioenschappen junioren Polen
- 1e 57kg  Nederlandse Kampioenschappen junioren

2007
- 2e 57kg  Nederlandse Kampioenschappen senioren
- 5e 57kg  Europese Kampioenschappen junioren
- 2e 57kg  Nederlandse Kampioenschappen aspiranten

2006
- 1e 57kg  Europese Kampioenschappen aspiranten Hongarije
- 1e 57kg  Nederlandse Kampioenschappen aspiranten
- 3e 57kg  Nederlandse Kampioenschappen junioren

2005
- 2e 57kg  Europese Kampioenschappen aspiranten
- 1e 57kg  Nederlandse Kampioenschappen aspiranten
- 3e 57kg  Nederlandse Kampioenschappen junioren

2004
- 1e 57kg  Nederlandse Kampioenschappen -15jr
- 3e 57kg  Nederlandse Kampioenschappen aspiranten

2003
- 1e 48kg  Nederlandse Kampioenschappen -15jr
- 2e 48kg  Nederlandse Kampioenschappen junioren
- 3e 48kg  Nederlandse Kampioenschappen aspiranten

2002
- 1e 44kg  Nederlandse Kampioenschappen -15jr